# Campagne des U-boote en Méditerranée durant la Première Guerre mondiale
Première Guerre mondiale

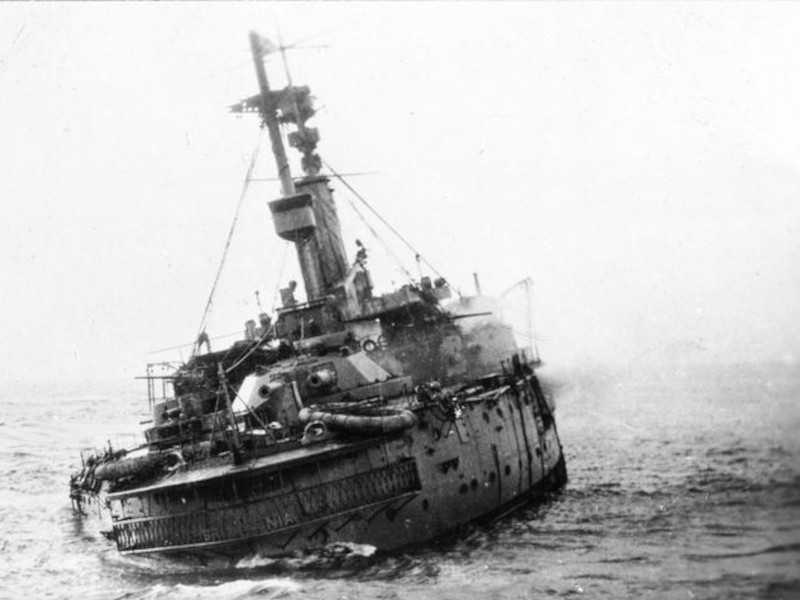
Le cuirassé britannique en train de couler près de Gibraltar le 9 novembre 1918, coulé par lUB-50.

La campagne des U-Boote en mer Méditerranée fut menée par l'Autriche-Hongrie et l'Empire allemand (avec le soutien de l'Empire ottoman) contre les Alliés pendant la Première Guerre mondiale. Il fut caractérisé par la capacité des empires centraux de lancer des raids avec une quasi impunité pendant les premières années de la guerre, entraînant des pertes substantielles de navires, jusqu'à l'introduction du système de convoi qui permit aux Alliés de réduire considérablement leurs pertes à partir de 1917.

## Histoire

### 1914: étapes initiales
Au déclenchement de la Première Guerre mondiale, avec la décision de l'Italie de rester neutre, la puissance navale des empires centraux était représentée par la marine de l'Empire austro-hongrois, la KuK Kriegsmarine, dont le seul accès à la mer passait par la côte adriatique. Les puissances de l'Entente se déplacèrent rapidement afin de bloquer l'Adriatique, en envoyant une flotte pour prendre position au canal d'Otrante.
La phase initiale de la campagne des U-boote en Méditerranée inclut les actions des sous-marins austro-hongrois contre les Français. Au début des hostilités, la marine austro-hongroise (KukK) avait sept U-boote en service, cinq opérationnels, deux en formation. Tous étaient de type côtier, avec une portée et une endurance limitées, aptes à fonctionner dans l'Adriatique.
Néanmoins, ils connurent plusieurs succès. Le 21 décembre 1914, l'U-12 (en) torpilla le cuirassé français Jean Bart, le vaisseau amiral de l'amiral Lapeyrere. Il fut sauvé du naufrage, mais fut forcé de se retirer, sérieusement endommagé sur le bâbord avant. Ce revers dissuada les navires capitaux français de pénétrer trop loin dans l'Adriatique. Le 27 avril 1915, l’U-5 envoya par le fond le croiseur français Léon Gambetta, avec de nombreux marins.
Mais les bâtiments de la marine austro-hongroise ne purent créer de véritables interférences dans le trafic allié en Méditerranée au-delà du canal d'Otrante.

### 1915

#### Opérations aux Dardanelles
En avril 1915, la marine allemande impériale envoya ses premiers sous-marins en Méditerranée en réponse à la campagne anglo-française des Dardanelles, puisqu'il devint évident que leurs alliés austro-hongrois pouvaient faire que peu de choses avec leur petite force sous-marine, qui néanmoins réussit à défendre l'Adriatique.
Le U-21, premier U-boot envoyé, connu un premier succès, coulant les cuirassés pré-dreadnought de la Royal Navy, le HMS Triumph et le HMS Majestic respectivement le 25 et 27 mai alors qu’ils étaient en route vers Constantinople. Cependant, il connut de graves limitations dans les Dardanelles, où les essaims de petits bâtiments, les vastes filets anti-sous-marins et les barrages limitèrent leurs mouvements. De plus, les Allemands expédièrent un certain nombre de sous marins de type UB et UC. Ils furent envoyés par voie ferrée à Pola où ils furent réassemblés pour se rendre à Constantinople. Un fut perdu, mais à la fin de l’année d1915, les Allemands avaient établi une force de sept U-boote à Constantinople, nommé de façon trompeuse « Division de U-Boot de la Méditerranée ».

#### La flottille de Pola
En même temps, les Allemands décidèrent d'établir une force dans l'Adriatique pour ouvrir une guerre commerciale contre le commerce allié en Méditerranée.
À la fin du mois de juin 1915, les Allemands avaient assemblé trois autres type UB I à Pola en Istrie. Deux d'entre eux destinés à être transférés à la marine autrichienne. Ils assemblèrent également trois sous-marins mouilleurs de mines de type UC I, qui avaient été transformés en cargo pour transporter de petites quantités d'approvisionnements essentiels en Turquie. Cependant, les sous-marins UB furent entravés par leur courte autonomie opérationnelle et les courants des Dardanelles, et en juillet, l'U-21, le seul U-boot avec une autonomie décente, fut endommagé par une mine et confiné à Constantinople.
Le 21 juillet, les sous-marins océaniques U-34 et U-35 furent détachés de leurs services dans la Baltique et envoyés à Cattaro (dans l’actuel Monténégro). Les Allemands décidant d’utiliser les bases autrichiennes plutôt que de Constantinople, car il y avait de meilleures installations d'approvisionnement et de réparation dans l'Adriatique et les sous-marins évitaient ainsi de négocier le passage dangereux des Dardanelles. En août, l’U-33 et l’U-39 rejoignirent la flottille allemande stationnée à Cattaro, à la suite des plaidoyers de l'attaché militaire allemand à Constantinople, qui indiquait que le soutien maritime tactique de la marine britannique infligeait de lourdes pertes aux forces turques sur les plages de Gallipoli.

#### La guerre contre le commerce
La Méditerranée était un spectaculaire théâtre d'opérations contre le commerce allié pour l’amirauté allemande. Une part significative des importations britanniques traversaient la Méditerranée. Elle était essentielle pour le commerce français et italien, et les sous-marins allemands seraient en mesure d’opérer efficacement même durant l’automne et l’hiver, lorsque le mauvais temps entraverait les opérations navales dans l'Atlantique et la mer du Nord. En outre, il y avait certains goulets d'étranglement à travers lesquels les cargos devaient passer, comme le canal de Suez, Malte, la Crète et Gibraltar. Enfin, la Méditerranée offrait l'avantage d’abriter moins de navires neutres, tels que les navires américains, et moins de citoyens américains parcouraient ses eaux.
La campagne allemande en Méditerranée est généralement considérée comme ayant débuté en octobre 1915, lorsque l’U-33 et l’U-39, suivis plus tard par l'U-35, récurrent l’ordre d’attaquer les approches de Salonique et de Kavala. Ce mois-là, 18 navires furent coulés, pour un total de 64 873 t. Il fut décidé le même mois de renforcer la force sous-marine en Méditerranée par l’envoi d’un grand U-boot, l’U-38, qui navigua à destination de Cattaro. Étant donné que l'Allemagne n'était pas encore en guerre avec l'Italie, même si l'Autriche l’était, les sous-marins allemands reçurent l’ordre de ne pas attaquer les navires italiens en Méditerranée orientale où les Italiens ne pouvaient s'attendre qu’à des actions hostiles de sous-marins autrichiens. En opérant à l'ouest, jusqu'à une longitude passant par le cap Matapan, les bateaux allemands arboraient le drapeau autrichien et une politique d’attaque sans avertissement fut adoptée, car les grands navires marchands pourraient être attaqués étant suspectés d'être des navires de transports ou des croiseurs auxiliaires.
L'amirauté allemande décida également que le sous-marin Type UB II serait idéal pour le service en Méditerranée. Comme ils étaient trop volumineux pour être expédiés en sections par voie ferrée à Pola comme le type UB I, les pièces pour leur construction et des travailleurs allemands pour les assembler furent envoyés à la place. Cela impliquait une pénurie de travailleurs pour terminer les U-boote pour le service dans les eaux territoriales allemandes, mais cela semblait justifié par les succès obtenus en Méditerranée en novembre, lorsque 44 navires furent coulés, pour un total de 158 383 t. Le total en décembre chuta à 17 navires (74 924 t), ce qui représentait plus de la moitié du tonnage total coulé sur tous les théâtres d'opérations à l'époque.

#### L'incident de l'Ancona
En novembre 1915, l’U-38 naviguant sous pavillon autrichien et commandé par le Kapitänleutnant Max Valentiner, provoqua un incident diplomatique quand il envoya par le fond le paquebot italien SS Ancona (en) au large de la côte tunisienne. L’Ancona, partit de Messine pour New York, était complet et plus de 200 personnes périrent, dont neuf Américains. Venant six mois après le naufrage du navire britannique RMS Lusitania au large de l'Irlande, l'incident de l'Ancona (en) causa une très forte indignation aux États-Unis vis-à-vis de la guerre sous-marine sans restriction, et le secrétaire d'État américain Robert Lansing envoya une sévère protestation à Vienne.
En décembre 1915, Valentiner causa une autre vague d'indignation quand il coula sans avertissement le paquebot SS Persia (en) et 343 passagers.
Dans un autre incident en mars 1916, le mouilleur de mines allemand UC-12 fut soufflé par ses propres mines alors qu’il posait un champ de mines au large du port de Tarente. Les plongeurs italiens inspectèrent l'épave et établirent son identité. L’information selon laquelle l'Allemagne, techniquement son allié, minait soigneusement ses bases navales fut un facteur qui contribua à la décision de l'Italie, en août 1916, de déclarer la guerre à l'Allemagne.

### 1916: la guerre du commerce continue
En 1916, la guerre du commerce se poursuivit sans relâche. Les contre-mesures alliées étaient largement inefficaces. L’organisation complexe de coopération entre les différentes marines signifiait une réponse fragmentée et non coordonnée, tandis que le remède principal mis en avant par les Alliés pour contrer la menace des sous marins était d'établir une barrière anti-sous-marin à travers le détroit d'Otrante, le barrage d'Otrante. Cela également fut inefficace; Le détroit était trop large et trop profond pour qu'un tel barrage réussisse, et il consomma d’énormes efforts et beaucoup de navires de patrouille que les Alliés possédaient. Il agissait également comme une cible pour les attaques de surface, étant la cible de nombreux raids des forces de la marine autrichienne. Seulement deux U-boote furent pris dans le barrage pendant qu'il était en opération. Pendant ce temps, les navires marchands continuèrent de subir d'énormes pertes. En 1916, les Alliés perdirent 415 navires, soit 1 061 828 t, représentant la moitié de tous les navires alliés coulé sur tous les théâtres d’opérations.
Huit des 12 meilleurs as d'U-boote servirent dans la flottille de Pola, dont le premier le Kapitänleutnant Lothar von Arnauld de La Perière.

### 1917: guerre sous-marine sans restriction
En janvier 1917, à la suite de la décision allemande de reprendre la guerre sous-marine sans restriction, le secrétaire aux Affaires étrangères Arthur Zimmermann dirigea une délégation à Vienne pour s’assurer de la collaboration de l'Autriche-Hongrie. Le grand amiral Haus soutint totalement la proposition, mais le ministre des Affaires étrangères, le comte Ottokar Czernin, avait des doutes, tout comme l'empereur Charles Ier d'Autriche. Haus et les délégués allemands eurent finalement gain de cause, en partie en énumérant plusieurs cas où les sous-marins alliés avaient coulé des navires austro-hongrois désarmés dans l'Adriatique. Les négociations sur les conditions de la nouvelle campagne sous-marine en Méditerranée furent facilitées par le fait que l'Italie avait déclaré la guerre à l'Allemagne le 28 août 1916, ce qui n’obligeait plus les sous-marins allemands à opérer sous pavillon autrichien lorsqu'ils attaquaient les navires italiens.
Les pertes de navires dues aux sous-marins atteignirent un sommet en avril 1917, alors que les puissances centrales mettaient en œuvre 28 bâtiments, dont 10 en mer à tout moment. Aucun sous-marin ne fut coulé, ils provoquèrent la perte de 94 navires en un mois, et menacèrent et retardèrent gravement le trafic maritime. Cependant, à cette époque, la marine italienne avait institué des opérations de convoyage, les Britanniques les ayant suivis sur la route Alexandrie-Malte en mai 1917.

#### Participation japonaise
À partir d'avril 1917, l'empire du Japon, allié de la Grande-Bretagne, envoya 14 destroyers en Méditerranée avec des croiseurs comme vaisseaux amiraux qui étaient basés à Malte et qui jouèrent un rôle important dans l'escorte de convois et les protégèrent contre les sous-marins ennemis. Les navires de la marine impériale japonaise furent très efficaces dans les activités de patrouille et anti-sous-marines. Cependant, parmi les neuf sous-marins de la marine austro-hongroise coulés par l'ennemi, cinq le furent par des unités de la marine italienne (U-13, U-10, U-16, U-20 et U-23), l'un par des bâtiments italiens et français (U-30), une par des unités de la Royal Navy (U-3), alors qu'aucune ne le fut par la marine japonaise, bien qu’elle perdit un destroyer (Le Sakaki a été endommagé par le sous-marin SM U-27 (en) de la marine austro-hongroise le 11 juin 1917 au large de la Crète avec la perte de 68 hommes sur 92. Récupéré, il a été réparé).

### 1918: étapes finales

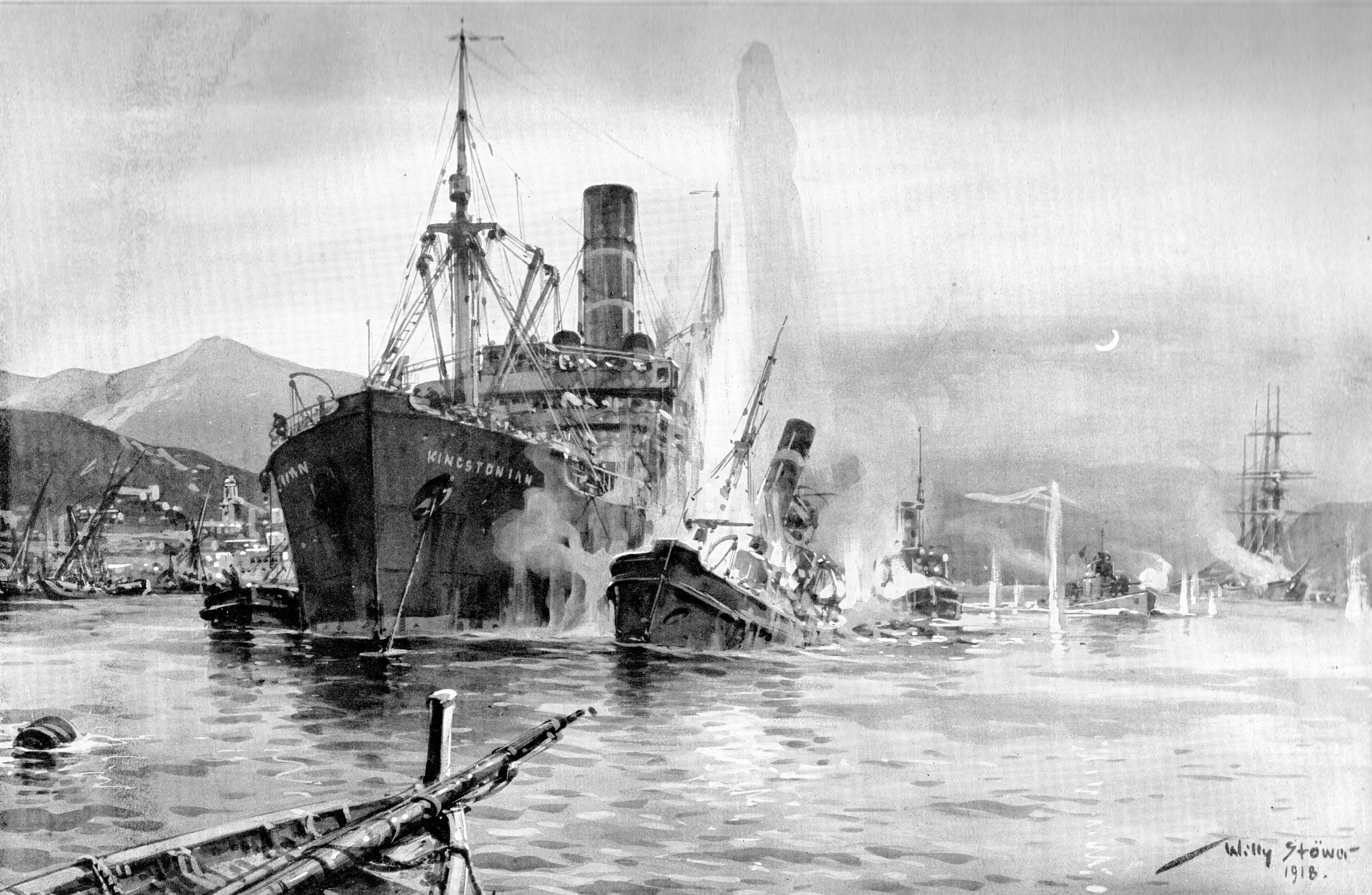
LUB 48 sous le commandement du Kapitänleutnant Wolfgang Steinbauer (1888-1978) entra dans le port italien de Carloforte le 29 avril 1918 et détruisit le vapeur britannique Kinstonian, deux bateaux de sauvetage britanniques et une barque française.

Bien que les convois aient été introduits entre Malte et Alexandrie en mai 1917, les Alliés ne furent en mesure d'introduire un système complet que plus tard dans l'année. Le nombre d'itinéraires et des responsabilités diluées rendirent cela compliqué, alors que la pensée unique tournée vers les mesures offensives, comme le barrage d'Otranto, contribua à une pénurie de navires d'escorte ailleurs. Tout au long de l'année, les U-boote furent encore en mesure de trouver et d’envoyer par le fond des bateaux naviguant seuls. En 1918, cependant, le nombre de succès des U-boots commença à se réduire. En janvier 1918, les U-boote allemands coulèrent 105 403 t et les Autrichiens envoyèrent par le fond 20 340 t supplémentaire tandis que deux bateaux Pola furent perdus.
Les pertes alliées continuèrent de baisser au cours de l'année, alors que les pertes de sous-marins des empires centraux augmentaient. En mai 1918, les pertes alliées passèrent en dessous en dessous de 100 000 tonnes et ne repassèrent plus au-dessus, alors que la flottille Pola perdit quatre bâtiments, le pire bilan mensuel de la guerre.
Karl Dönitz, qui commanderait la force sous-marine allemande pendant la Seconde Guerre mondiale, était commandant de l'UB-68, opérant en Méditerranée. Le 4 octobre, ce bâtiment fut coulé par les forces britanniques et Dönitz fut fait prisonnier sur l'île de Malte.
En octobre 1918, à la fin de la campagne, les pertes alliées pour l'année s’élevaient à 773 000 t. La flottille de Pola avait perdu 11 bateaux, et la KukK 3 autres. En octobre, les empires centraux étaient sur le point de s'effondrer; la Bulgarie et les Ottomans poussaient pour conclure la paix, et les Autrichiens allaient faire la même chose. Les Allemands choisirent d'abandonner le théâtre méditerranéen. Neuf sous-marins naviguèrent de leurs bases sur l'Adriatique vers l’Allemagne et 10 autres bateaux furent sabordés. Deux bâtiments, le Mercia et le Surada, furent torpilleurs sur le chemin, les derniers navires alliés à être coulés en Méditerranée et trois sous-marins allemands attaqués. L’U-35 fut endommagé et forcé de mettre le cap sur Barcelone, où il fut interné. L’U-34 fut détruit. La dernière action de la force méditerranéenne se produisit le 9 novembre 1918, juste deux jours avant l'armistice: l'UB-50 torpilla et coula le cuirassé britannique HMS Britannia au large du cap de Trafalgar.

## Bases et zones d’opérations
La plupart des sous-marins allemands (et tous les Austro-Hongrois) opéraient dans l'Adriatique, à partir de leur base principale situé à Cattaro. Une autre base allemande de sous-marins était située à Constantinople dans l'Empire ottoman. Les sous-marins posèrent également des champs de mines, répartis entre des endroits aussi différents, que Toulon, en France, ou près d'Alexandrie, en Égypte.

## Tableau récapitulatif
| Date | Bâtiments coulés (KukK) | Tonnage | Bâtiments coulés (Pola) | Tonnage   | U-boote détruits (KuK) | U-boote détruits (Pola) |
| ---- | ----------------------- | ------- | ----------------------- | --------- | ---------------------- | ----------------------- |
| 1914 | ?                       |         | n/a                     | n/a       | aucun                  | n/a                     |
| 1915 | ?                       |         | 102                     | 350 853   | 2                      | aucun                   |
| 1916 | ?                       |         | 415                     | 1 045 058 | 2                      | 1                       |
| 1917 | ?                       |         | (pas d'enregistrement)  | 1 514 050 | 2                      | 2                       |
| 1918 | ?                       |         | 325                     | 761 060   | 3                      | 10                      |

## Sources
- (en) Cet article est partiellement ou en totalité issu de l’article de Wikipédia en anglais intitulé « Mediterranean U-boat Campaign (World War I) » (voir la liste des auteurs).